# Lohja Lionesses 2022
Questa voce raccoglie le informazioni riguardanti le Lohja Lionesses nelle competizioni ufficiali della stagione 2022.

## Naisten Vaahteraliiga 2022

### Stagione regolare
| Tampere 14 maggio 2022, ore 12:00 1ª giornata | Tampere Saints | 44 – 28 (22-6 0-0 0-6 22-16) referto | Lohja Lionesses | Pyynikin urheilukenttä (158 spett.)\| Arbitro: \| T. Heiskanen \| |
| Arbitro:                                      | T. Heiskanen   |                                      |                 |                                                                   |

| Lohja 21 maggio 2022, ore 13:00 2ª giornata | Lohja Lionesses | 6 – 82 (6-8 0-28 0-30 0-16) referto | Helsinki Wolverines | Harjun nurmikenttä (250 spett.)\| Arbitro: \| J. Lehtinen \| |
| Arbitro:                                    | J. Lehtinen     |                                     |                     |                                                              |

| Lohja 28 maggio 2022, ore 13:00 3ª giornata | Lohja Lionesses | 0 – 48 (0-14 0-14 0-13 0-7) referto | Turku Trojans | Harjun nurmikenttä (155 spett.)\| Arbitro: \| N. Olsson \| |
| Arbitro:                                    | N. Olsson       |                                     |               |                                                            |

| Raisio 12 giugno 2022, ore 14:00 4ª giornata | West Coast Phoenix | 14 – 18 (0-0 6-6 0-0 8-12) referto | Lohja Lionesses | Kerttulan urheilukenttä (75 spett.)\| Arbitro: \| M. Makarainen \| |
| Arbitro:                                     | M. Makarainen      |                                    |                 |                                                                    |

| Lohja 19 giugno 2022, ore 15:00 5ª giornata | Lohja Lionesses | 0 – 40 (0-13 0-6 0-8 0-13) referto | Mikkeli Bouncers | Harjun nurmikenttä (102 spett.)\| Arbitro: \| K. Kivimaa \| |
| Arbitro:                                    | K. Kivimaa      |                                    |                  |                                                             |

| Helsinki 1º luglio 2022, ore 18:30 6ª giornata | Helsinki Wolverines | 48 – 20 (16-0 16-14 16-6 0-0) referto | Lohja Lionesses | Velodromo di Helsinki (45 spett.)\| Arbitro: \| K. Kivimaa \| |
| Arbitro:                                       | K. Kivimaa          |                                       |                 |                                                               |

| Lohja 10 luglio 2022, ore 13:00 7ª giornata | Lohja Lionesses | 41 – 52 (6-6 7-24 12-6 16-16) referto | Tampere Saints | Harjun nurmikenttä (154 spett.)\| Arbitro: \| K. Kivimaa \| |
| Arbitro:                                    | K. Kivimaa      |                                       |                |                                                             |

| Turku 16 luglio 2022, ore 13:00 8ª giornata | Turku Trojans | 23 – 0 (7-0 6-0 0-0 10-0) referto | Lohja Lionesses | Yläkenttä (80 spett.)\| Arbitro: \| M. Makarainen \| |
| Arbitro:                                    | M. Makarainen |                                   |                 |                                                      |

| Mikkeli 24 luglio 2022, ore 14:00 9ª giornata | Mikkeli Bouncers | 8 – 28 (0-7 8-7 0-7 0-7) referto | Lohja Lionesses | Urpolan tekonurmi (50 spett.)\| Arbitro: \| V. Lamminsalo \| |
| Arbitro:                                      | V. Lamminsalo    |                                  |                 |                                                              |

| Lohja 20 agosto 2022, ore 13:00 10ª giornata | Lohja Lionesses | 20 – 0 (0-0 0-0 6-0 14-0) referto | West Coast Phoenix | Harjun nurmikenttä (102 spett.)\| Arbitro: \| R-V Suojanen \| |
| Arbitro:                                     | R-V Suojanen    |                                   |                    |                                                               |

## Statistiche di squadra
| Competizione      | %Vittorie | In casa | In casa | In casa | In casa | In casa | In casa | In trasferta | In trasferta | In trasferta | In trasferta | In trasferta | In trasferta | Totale | Totale | Totale | Totale | Totale | Totale |
| Competizione      | %Vittorie | G       | V       | N       | P       | Pf      | Ps      | G            | V            | N            | P            | Pf           | Ps           | G      | V      | N      | P      | Pf     | Ps     |
| ----------------- | --------- | ------- | ------- | ------- | ------- | ------- | ------- | ------------ | ------------ | ------------ | ------------ | ------------ | ------------ | ------ | ------ | ------ | ------ | ------ | ------ |
| Stagione regolare | .300      | 5       | 1       | 0       | 4       | 67      | 222     | 5            | 2            | 0            | 3            | 94           | 137          | 10     | 3      | 0      | 7      | 161    | 359    |
| Totale            | .300      | 5       | 1       | 0       | 4       | 67      | 222     | 5            | 2            | 0            | 3            | 94           | 137          | 10     | 3      | 0      | 7      | 161    | 359    |

## Statistiche personali

### Marcatrici
| Giocatore  | Ruolo | TD rush | TD recv | TD int | TD p.ret | TD k.ret | TD oth | Xp1 | Xp2 | FG | Saf | Totale |
| ---------- | ----- | ------- | ------- | ------ | -------- | -------- | ------ | --- | --- | -- | --- | ------ |
| Salminen   |       | 8       | 0       | 0      | 0        | 0        | 0      | 0   | 0   | 0  | 0   | 48     |
| Väisänen   |       | 6       | 0       | 0      | 0        | 0        | 0      | 0   | 5   | 0  | 0   | 46     |
| Lilja      |       | 6       | 0       | 0      | 0        | 0        | 0      | 0   | 0   | 0  | 0   | 36     |
| Berndtsson |       | 0       | 2       | 0      | 0        | 0        | 0      | 0   | 0   | 0  | 0   | 12     |
| H. Rontu   |       | 0       | 0       | 0      | 0        | 0        | 0      | 7   | 0   | 0  | 0   | 7      |
| V. Laine   |       | 0       | 1       | 0      | 0        | 0        | 0      | 0   | 0   | 0  | 0   | 6      |

### Passer rating
| Giocatore      | G  | Att | Comp | Int | Yds | TD | NFL   | NCAA  |
| -------------- | -- | --- | ---- | --- | --- | -- | ----- | ----- |
| Salminen       | 10 | 121 | 48   | 6   | 387 | 4  | 38,83 | 67,53 |
| H. Abrahamsson | 1  | 2   | 0    | 1   | 0   | 0  |       |       |
| Kukkonen       | 1  | 2   | 1    | 0   | 7   | 0  |       |       |